# محمدقاسم فرشته
محمدقاسم هندوشاه استرآبادی معروف به فرشته مورخ و پزشک ایرانی اهل استرآباد (استارباد) و کارگزار سلاطین احمدنگر و بیجاپور هند بود که از وی با عنوان غریبان و غریب‌زاده نیز یاد شده‌است.

## پیشینه
در اوایل جوانی به همراه پدر به هند رفت و در احمدنگر مستقر گردید. پدر وی تعلیم فرزند نظام‌شاه را به عهده گرفت. فرشته نیز وارد دربار نظام‌شاه شد و تا مقام ریاست نگهبانان سلطنتی ارتقاء یافت. وی چنان‌که در مقدمهٔ کتاب خود می‌گوید، از احمدنگر خارج شد و به دربار عادل‌شاه در بیجاپور رفت و از طرف سلطان ابراهیم ثانی، عادل‌شاه (۹۸۷–۱۰۳۵ ق) مأمور نوشتن تاریخی دربارهٔ سلاطین هند شد و آن را با استفاده از کتاب‌های زیادی در ۱۰۱۵ ق به پایان رسانید و به‌نام سلطان ابراهیم «گلشن ابراهیمی» نام نهاد. در همین سال از جانب ابراهیم عادل‌شاه دوم به سفارت نزد جهانگیر پادشاه (۱۰۱۴–۱۰۳۷ ق) به لاهور رفت و مدتی در آنجا ماند و در این فرصت نیز مطالبی به آن کتاب افزود. از آثار وی «تاریخ فرشته»، است که این کتاب را در ابتدا به‌نام ابراهیم عادل‌شاه نگاشت و آن را «گلشن ابراهیمی» نامید، سپس نگارش کتاب را تجدید کرد و این‌بار آن را «نورس‌نامه» نامید ولی عاقبت به «تاریخ فرشته» شهرت یافت. از دیگر آثار وی «دستورالاطباء»، معروف به «اختیارات قاسمی»، در پزشکی است.

## تاریخ فرشته
این اثر مشتمل است بر حوادث دوران سلاطین مسلمان هند که محمد قاسم هندوشاه استرآبادی به عنوان مورخ ایرانی آن را به تحریر کشیده است.
در تاریخ فرشته با دو گونه نثر، یکی منشیانه خاصه در مقدمه و دیگری ساده و روان در متن، اطلاعات ذی‌قیمتی دربارهٔ وقایع تاریخ حکومت مسلمانان هند و ارباب فضل و ادب ذکر شده‌است. مؤلف خود شاهد بسیاری از حوادث بوده و به همین جهت این کتاب اثری مرجع محسوب می‌شود.
در کنار ارزش و ویژگی‌های تاریخی این اثر، یکی دیگر از جنبه‌های مهم آن، توجه به آداب و رسوم، اعتقادات و آئین هندوان است. «تاریخ فرشته»، شامل یک «مقدمه»، دوازده «مقاله» و یک «خاتمه» است.